# Hultasjön (Borås socken, Västergötland)
Hultasjön är en sjö i Borås kommun i Västergötland och ingår i Viskans huvudavrinningsområde. Sjön är 7 meter djup, har en yta på 0,026 kvadratkilometer och är belägen 157 meter över havet.